# كاسبر هيولماند
كاسبر هيولماند (بالدنماركية: Kasper Hjulmand)‏ (9 أبريل 1972 بآلبورغ في الدنمارك - ) هو مدرب كرة قدم ولاعب كرة قدم دانمركي في مركز الدفاع. لعب مع نادي راندرس وRanders Sportsklub Freja ‏ وHerlev IF ‏ وBoldklubben af 1893 ‏.وفي يوليو 2024 استقال من تدريب المنتخب الدانماركي.